# Septoria hepaticicola
Septoria hepaticicola (Duby) Jørst.  – gatunek grzybów z klasy Dothideomycetes. Grzyb mikroskopijny pasożytujący na przylaszczce pospolitej (Hepatica nobilis) i wywołujący u niej plamistość liści.

## Systematyka i nazewnictwo
Pozycja w klasyfikacji według Index Fungorum: Septoria, Mycosphaerellaceae, Capnodiales, Dothideomycetidae, Dothideomycetes, Pezizomycotina, Ascomycota, Fungi.
Po raz pierwszy zdiagnozował go w 1830 r. J.E. Duby nadając mu nazwę Sphaeria hepaticicola. Obecną, uznaną przez Index Fungorum nazwę nadał mu I. Jørstad w 1965 r.

## Morfologia
Objawy na liściuW miejscach rozwoju grzybni na górnej stronie liści tworzą się plamy o średnicy 2–5, rzadko do 10 mm. Są mniej więcej okrągłe, rzadko nieregularne. Początkowo są brązowe z cienką, ciemnobrązową obwódką i fioletowym halo, potem ich środek staje się szary lub szarobrązowy.
Cechy mikroskopoweGrzybnia rozwija się w tkance miękiszowej wewnątrz liści. Pyknidia występują na górnej stronie liścia. Mają średnicę 54–188 μm, są ciemnobrązowe do czarnych, zagłębione w liściu i otoczone ciemniejszymi komórkami. Ostiole pojedyncze, o średnicy 10–44 μm. Wewnątrz pyknidiów powstają nitkowate, proste lub nieco wygięte konidia o długości 22–34 μm i średnicy 1 μm. Nie posiadają sept, lub co najwyżej jedną.

## Występowanie
Monofag. Znane jest występowanie S. convolvuli  w wielu krajach Europy oraz w USA. W piśmiennictwie naukowym na terenie Polski podano około 10 stanowisk. 